# Communards (album)
Communards è l'album di debutto del duo musicale britannico The Communards, pubblicato dall'etichetta discografica London nel 1986.
L'album, disponibile su long playing, musicassetta e compact disc, è prodotto da Mike Thorne.
Il disco viene anticipato dalla pubblicazione del singolo You Are My World, nel 1985, e Disenchanted, cui fanno seguito una cover della già ben nota Don't Leave Me This Way e So Cold the Night.

## Tracce

### Lato A
1. Don't Leave Me This Way
2. La Dolarosa
3. Disenchanted
4. Reprise
5. So Cold the Night
6. You Are My World
7. Lover Man
8. Don't Slip Away
9. Heavens Above
10. Forbidden Love
11. Breadline Britain (solo su MC e CD)
12. Disenchanted (Dance) (solo su MC e CD)